# Septoria coriariae
Septoria coriariae är en svampart som beskrevs av Pass. 1884. Septoria coriariae ingår i släktet Septoria och familjen Mycosphaerellaceae.   Inga underarter finns listade i Catalogue of Life.